# Устав про управління інородців

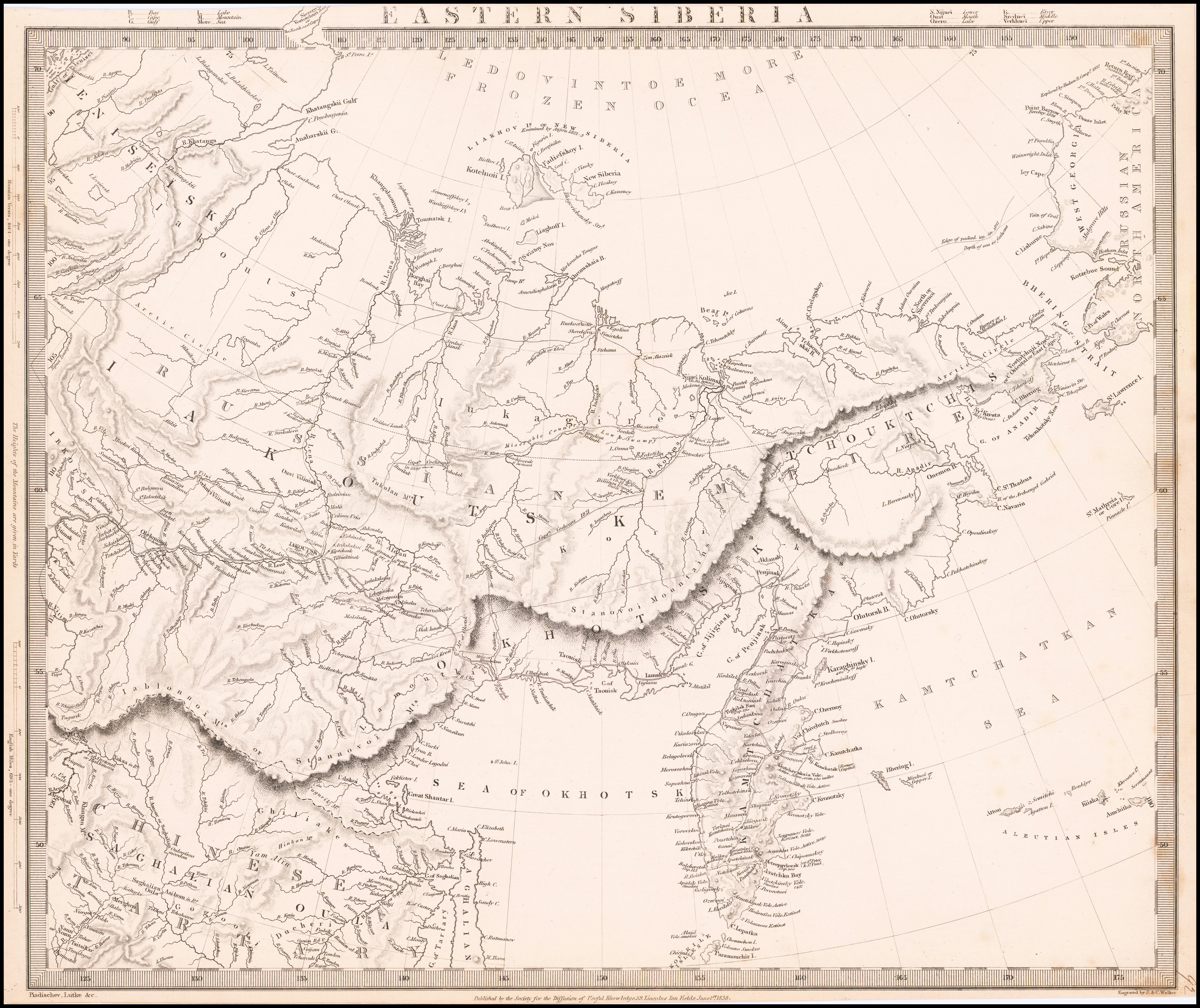
Карта Східного Сибіру 1838 року

Устав про управління інородців (рос. Устав об управлении инородцев) — один з десяти законодавчих актів Сибірської адміністративної реформи Михайла Сперанського від 1822 року, який діяв до початку Російської революції 1917 року.
Устав за структурою становить чотири частини, 43 глави та 372 параграфи. Перша частина розділяє інородців на розряди, визначає їх права. Друга частина узаконює одноманітну систему управління для кочових та бродячих інородців, структуру органів влади її склад тощо. Третя частина визначена поліційним, судовим та господарським органами влади. Четверта містить уклади, регулює збір податків та відбуток обов’язків серед мешканців.
Впродовж часу Устав зазнав незначних змін та редакцій.

## Структура
Статут поділяв інородців в рамках права Російської імперії на «осілих», «кочових» і «бродячих» і згідно з цього поділу визначав їх адміністративний і правовий статус.
Осілі інородці в правовому відношенні прирівнювалися до росіян тяглих станів — міщанам і державним селянам.
Бродячі інородці (ненці, коряки, юкагири та інші мисливські народи Північного Сибіру) отримували самоврядування, яке реалізовували представники традиційної родоплемінної верхівки — «князци» і старости.
Кочові інородці (буряти, якути, евенки, хакаси і ін.) Ділилися на улуси та стійбища, кожен з яких отримував родове правління, що складалося зі старости (улусного голови) і 1-2 помічників, які вибираються на 3 роки від населення і затверджуються губернатором. Кілька улусів і стійбищ підпорядковувалися чужорідної (або інородської) управи — адміністративній і фінансово-господарській установі. Управа виконувала розпорядження окружного начальника, судові вироки, проводила розподіл ясака та інших податків і зборів. Кілька управ об'єднувалися в степові думи.
Розпорядження управи контролювалися російським чиновником-начальником округу. «Статут» закріплював за корінними народами Сибіру знаходилися в їх користуванні землі, визначав порядок і розміри справляння ясака, регулював торгівлю з російськими, поширював на аборигенів кримінальне законодавство країни, дозволяв відкривати свої школи та училища, віддавати дітей в російські школи. «Статут» декларував повну віротерпимість.
Створені відповідно до «Статутом» родові управління та інородські управи проіснували до початку XX століття.